# Analy Alvarez
Analy Alvarez ou Álvares (Santos, 19 de outubro de 1942) é uma atriz, professora e dramaturga brasileira. Sua trajetória artística foi objeto de um volume da Coleção Aplauso, De corpo e alma, assinado por Nicolau Radamés. É casada com Luiz Serra, também ator, com quem teve duas filhas.

## Biografia
Nascida em Santos numa família de imigrantes, sendo os seus avós maternos espanhóis, mais especificamente, da Galícia e do País Basco, e seus avós paternos portugueses, Analy Álvares começou a atuar em Santo André. Em 1965, passou a estudar na Escola de Arte Dramática, onde formou-se e recebeu o Prêmo Chinita Ullmann, de melhor intérprete.
Atuou em grandes produções teatrais, como "O Homem de La Mancha" e "Navalha na Carne". Fez novelas pela TV Tupi, como Beto Rockfeller e Tchan, a Grande Sacada. Ao ir para o SBT, começou também a escrever novelas (As Pupilas do Senhor Reitor e Razão de Viver) e peças de teatro, dentre elas "História dos Porões" e "Lembrar É Resistir" (co-escrita por Izaías Almada).
Foi fundadora e presidente da Sociedade Lítero Dramática Gastão Tojero, e Vice-Presidente da Associação dos Produtores de Espetáculos Teatrais do Estado de São Paulo, bem como professora de interpretação e direção na Faculdade Paulista de Artes. Diretora do Núcleo de Teledramaturgia da TV Cultura, em 2005 levou ao ar o programa Senta Que Lá Vem Comédia, com o objetivo de resgatar o teleteatro humorístico.

## Filmografia

### Televisão
| Ano  | Título                  | Personagem      |
| ---- | ----------------------- | --------------- |
| 1968 | Beto Rockfeller         | —               |
| 1973 | O Bem-Amado             | Lúcia Leão      |
| 1976 | Canção para Isabel      | Malu            |
| 1976 | Tchan, a Grande Sacada  | —               |
| 1976 | Papai Coração           | —               |
| 1979 | Dinheiro Vivo           | —               |
| 1983 | O Anjo Maldito          | Clara Magalhães |
| 1983 | A Ponte do Amor         | Ana Maria       |
| 1984 | Meus Filhos, Minha Vida | —               |

### Cinema
| Ano  | Título                   | Personagem |
| ---- | ------------------------ | ---------- |
| 1971 | Diabólicos Herdeiros     | Herdeira   |
| 1975 | O Clube das Infiéis      | Luciene    |
| 1975 | Ainda Agarro Esse Machão | Úrsula     |
| 1984 | Elite Devassa            | —          |
| 1987 | Eu                       | Clara      |
| 1989 | Lua Cheia                | —          |

## Peças de teatro
- Mestre Esopo e seus Bichos muito Loucos (1997, com Maria Eugênia di Domênico)
- Você Tem Medo do Ridículo, Clark Gable? (1998)
- Lembrar é Resistir (1999, com Izaías Almada)
- História dos porões (2012) - Premiado com a Bolsa de Dramaturgia da Secretaria de Estado da Cultura de são Paulo  – Projeto Ação Cultural –  PROAC 2012
- Fora do Mundo (2015)